# روس كينيدي
روس كينيدي (بالإنجليزية: Ross Kennedy)‏ هو لاعب اتحاد الرغبي نيوزيلندي، ولد في 25 سبتمبر 1982 في ويلينغتون في نيوزيلندا.